# Александр Невский (поезд)
«Александр Невский» (№ 11/12) — Фирменный поезд класса «люкс», курсировавший по маршруту Санкт-Петербург — Москва.

## Расписание движения
- Отправление из Санкт-Петербурга в 23:30 по вторникам, четвергам и воскресеньям, прибытие в Москву в 7:10, время в пути — 7:40;
- Отправление из Москвы в 23:30 по понедельникам, средам и пятницам, прибытие в Санкт-Петербург в 7:40, время в пути — 8:10
- С 12 октября 2009 года поезд отправлялся только по вторникам и четвергам из Санкт-Петербурга и понедельникам и средам из Москвы[1].

Поезд шёл без промежуточных остановок.

## История
Свой первый рейс поезд совершил 26 апреля 2009 года. В состав поезда входили 3 купейных вагона, 8 вагонов СВ, а также 2 VIP-вагона. Каждый из VIP-вагонов был рассчитан на путешествие 10 пассажиров, а площадь двухместного купе в нем была больше двух обычных. Вагоны СВ были представлены двумя типами: с вертикальным и горизонтальным расположением полок. Купе VIP-вагонов и вагонов СВ были оборудованы индивидуальной системой климат-контроля. Во всех купе были доступны спутниковое телевидение и точки доступа в интернет. Пассажирам предоставлялось холодное и горячее питание, прохладительные напитки, индивидуальный санитарно-гигиенический набор и свежая пресса. Для обеспечения безопасности пассажиров все вагоны поезда были оснащены системой видеонаблюдения и охранной сигнализацией.
Свой последний рейс поезд совершил 31 декабря 2009 года, а планы по его дальнейшему использованию так и не были осуществлены.
После этого он использовался в качестве туристического на разных маршрутах, в том числе на новогодние каникулы 2010/2011 и 2011/2012 как поезд 70/69 Москва — Хельсинки.